# Bene Lario
Bene Lario es una localidad y municipio italiano de la provincia de Como, región de la Lombardía, con 360 habitantes.

## Evolución demográfica
| Gráfica de evolución demográfica de Bene Lario entre 1861 y 2001 |
|                                                                  |
| Fuente ISTAT - elaboración gráfica de Wikipedia                  |